# 庐山香科科
庐山香科科（学名：Teucrium pernyi），为唇形科香科科属下的一个植物种。